# Ancillista hasta
Ancillista hasta is een slakkensoort uit de familie van de Olividae. De wetenschappelijke naam van de soort is voor het eerst geldig gepubliceerd in 1902 door Martens.